# Ga Sinbanghwa
Ga Sinbanghwa (Tiếng Hàn: 신방화역, Hanja: 新傍花驛) là ga tàu điện ngầm trên Tàu điện ngầm Seoul tuyến 9 nằm ở Banghwa 1-dong, Gangseo-gu, Seoul.

## Lịch sử
- 18 tháng 9 năm 2008: Tên ga được quyết định là Ga Sinbanghwa [1]
- 24 tháng 7 năm 2009: Bắt đầu hoạt động với việc khai trương đoạn Gaehwa ~ Sinnonhyeon của Tàu điện ngầm Seoul tuyến 9

## Bố trí ga
| Chợ sân bay ↑ |
| \| W/B        |
| ↓ Magongnaru  |

| Hướng Tây  | ● Tuyến 9 | Địa phương | ← Hướng đi Chợ sân bay · Sân bay Quốc tế Gimpo · Gaehwa                              |
| Hướng Đông | ● Tuyến 9 | Địa phương | → Hướng đi Magongnaru · Dangsan · Noryangjin · Bệnh viện cựu chiến binh Trung ương → |

## Xung quanh nhà ga
| Lối ra \| 나가는 곳 \| Exit \| 出口 | Lối ra \| 나가는 곳 \| Exit \| 出口 |
| ----------------------------------- | --- |
| 1                                   | Trung tâm cộng đồng Banghwa 1-dong |
| 2                                   | Ngã tư Shinbanghwa Trường Trung học Kỹ thuật Gangseo Khu phức hợp Banghwa 3 và 4 Trung tâm An ninh Banghwa 3 Trường tiểu học Seoul Chihyeon Công viên Banghwa Ssamzie |
| 3                                   | Trường Trung học Kinh doanh Hàng không Seoul Khu phức hợp Banghwa 1 và 2 Trường Tiểu học Seoul Jeonggok                                                               |
| 4                                   | Trường trung học Magok |
| 5                                   | Trường tiểu học Seoul Songhwa Hướng Ga Magongnaru |
| 6                                   | Trường trung học Gonghang Trung tâm Thông tin Khí tượng Khu phức hợp Magok M-Valley 6 Văn phòng Thuế Gangseo                                                          |
| 7                                   | Trường trung học cơ sở Gonghang |
| 8                                   | Hướng tới Chợ sân bay |